# Amastris comarapa
Amastris comarapa – gatunek pluskwiaka z rodziny zgarbowatych.
Gatunek ten opisali w 2007 roku O. Evangelista et A.M. Sakakibara na podstawie pojedynczej samicy.
Pluskwiak o przedpleczu długości 5,75 mm, a przednim skrzydle długości 5 mm. Głowa żółta, w zarysie trójkątna, o nieco falistej górnej krawędzi, drobno punktowana, z wypukłymi przyoczkami i mniej lub więcej pięciokątnym zaustkiem. Oczy jasnozielone i brązowo nakrapiane. Kształt przedplecza dachowaty, a jego barwa jednolicie matowo żółta; środkowe żeberko na nim zanika w okolicy metopidium, natomiast jest ostre za kątami barkowymi. Widocznych jest około ⅓ powierzchni przednich skrzydeł. Wierzchołek przedplecza sięga wierzchołka skrzydeł, nie przykrywając go jednak całkowicie. Przednie skrzydła przezroczyste z żółtawymi, prawie niepigmentowanymi żyłkami. Rzadkie punktrowanie widoczne w komórce subkostalnej.
Owad znany wyłącznie z departamentu Santa Cruz w Boliwii.